# Jens Kuphal
Jens Kuphal (* 1964 in West-Berlin) ist ein deutscher Musikproduzent, Musiker, Komponist und Schauspieler sowie Offshore-Segler.

## Leben
Jens Kuphal, der schon als Kind Berufsmusiker werden wollte, erhielt bereits als Fünfjähriger Klavierunterricht und gründete mit zwölf Jahren seine erste Band. Einer großen Öffentlichkeit bekannt wurde er jedoch zunächst als Schauspieler. Regisseur Uli Edel castete 1980 den damals 16-jährigen Schüler für die Rolle des drogenabhängigen Axel, die dritte Hauptrolle im Film Christiane F. – Wir Kinder vom Bahnhof Zoo.
Seinen ursprünglichen Plan, nach dem Abitur ein Hochschulstudium zum Tonmeister zu absolvieren, gab Kuphal zu Gunsten einer praktischen Tätigkeit bei den Hansa-Tonstudios in West-Berlin auf. Hier lernte er von 1985 bis 1987 das Handwerkszeug eines Toningenieurs, erwarb allerdings nie einen formalen Abschluss in diesem Beruf. 1987 bis 1990 war er als Keyboarder Mitglied der Band von Nina Hagen, anschließend arbeitete er als Manager, Musiker und Komponist mit Nena zusammen. Erstmals als Produzent betätigte er sich 1990 bei Nenas Kinderlieder-CD Komm, lieber Mai, für die er auch einige Stücke arrangierte. Bereits 1989 wirkte er als Keyboarder bei Nenas Album Wunder gescheh’n mit und komponierte für dieses Album den Titel Im Rausch der Liebe.
Aus dem Wunsch heraus, junge Talente zu fördern, gründete Jens Kuphal 1992 in Berlin die Firma Nucleus Musikproduktion GmbH. Hier nahm er unter anderem die Nachwuchskünstler Wiebke Schröder und Bürger Lars Dietrich unter Vertrag, als deren Entdecker er gilt. Außerdem produzierte er CDs und DVDs unter anderem mit Bonnie Tyler, Wyclef Jean, Manfred Krug, Alphaville, Till Brönner, Rammstein, Judith Lefeber, Paul van Dyk, Josie, den No Angels, A.n.d.r.e. sowie die letzten Soloalben von Hildegard Knef.
1996 steuerte Kuphal als einer von mehreren Komponisten Stücke zur Musik zu Dieter Wedels Fernseh-Fünfteiler Der Schattenmann bei. Im selben Jahr schrieb er für den Tänzer Gregor Seyffert nach dem Essay Über das Marionettentheater von Heinrich von Kleist eine gleichnamige Ballettmusik, die als offizieller deutscher Beitrag bei den Cultural Olympics, dem Kulturprogramm der Olympischen Sommerspiele in Atlanta aufgeführt wurde. Ebenfalls komponierte er die Titelmusik der ZDF-Sendungen von den Olympischen Spielen in Atlanta 1996. Darüber hinaus war er als Komponist für das Deutsche Welle Fernsehen tätig.
2016 gründete Robert Stanjek mit Jens Kuphal einen eigenen Segelrennstall – dass Offshore Team Germany und konzentrierte sich auf das Offshore Shorthanded Segeln.

## Mitwirkung im Film
- Christiane F. – Wir Kinder vom Bahnhof Zoo (Deutschland 1980/81), Regie: Uli Edel

## Kompositionen (Auswahl)
- 1991 – Nena: Im Rausch der Liebe
- 1996 – Filmmusik zu Der Schattenmann, Regie: Dieter Wedel
- 1996 – Über das Marionettentheater, Ballettmusik nach dem gleichnamigen Essay von Heinrich von Kleist
- 1996 – Titelmusik der ZDF-Sendungen von den Olympischen Sommerspielen Atlanta
- zahlreiche Fernsehmusiken für Deutsche Welle Fernsehen

## Musikproduktionen (Auswahl)
- 1990 – Nena: Komm, lieber Mai
- 1996 – Bürger Lars Dietrich: Sexy Eis
- 1999 – Hildegard Knef: 17 Millimeter
- 2000 – Manfred Krug: Schlafstörung
- 2001 – Alphaville: Forever Pop
- 2002 – Hildegard Knef: Aber schön war es doch
- 2003 – Hildegard Knef: A Woman and a Half (Gedenkalbum zum 1. Todestag)
- 2003 – Paul van Dyk: Global (DVD)
- 2003 – No Angels: When the Angels Sing (Single)
- 2003 – Judith Lefeber: Everybody Does
- 2003 – Judith Lefeber: I Will Follow You (Single)
- 2003 – Judith Lefeber: In My Dreams (Album)
- 2004 – Judith Lefeber: In My Room (Album)
- 2004 – Till Brönner: That Summer
- 2004 – Rammstein: Reise, Reise
- 2004 – Rammstein: Ohne Dich
- 2004 – Josie: Berlin bewegt uns (offizieller Song zum Deutschen Turnfest Berlin 2005)
- 2006 – A.n.d.r.e.: Warum du? (Single)